# Bobov Dol
Bobov Dol (Bulgaars: Бобов дол) is een stad en een gemeente in het zuidwesten van Bulgarije in de gelijknamige gemeente in de oblast Kjoestendil.

## Bevolking
De stad Bobov Dol telde op 31 december 2020 zo’n 4.665 inwoners, voornamelijk etnische Bulgaren (93%) en een kleine Roma-minderheid (5%). De gemeente Bobov Dol telde in dezelfde periode 7.158 inwoners. Bobov Dol kampt met een intensieve bevolkingskrimp, vooral in de dorpen op het platteland.
|          | 1934   | 1946   | 1956   | 1965   | 1975   | 1985   | 1992   | 2001   | 2011  | 2020  |
| -------- | ------ | ------ | ------ | ------ | ------ | ------ | ------ | ------ | ----- | ----- |
| Stad     | 1 844  | 2 520  | 4 920  | 7 426  | 7 584  | 7 697  | 7 655  | 6 904  | 5 737 | 4 665 |
| Gemeente | 14 971 | 16 584 | 17 772 | 18 119 | 15 942 | 14 453 | 13 655 | 11 755 | 9 067 | 7 158 |

### Etnische groepen
In de gemeente Bobov Dol wonen vooral etnische Bulgaren. Volgens de officiële volkstellingen van 1992, 2001 en 2011 is het aantal Bulgaren in de gemeente Bobov Dol echter in absolute en relatieve zin afgenomen, terwijl het aantal Roma meer dan verdubbeld is: van 140 personen in 1992 naar 290 personen in 2011.
| Etnische groep   | volkstelling 1992 | volkstelling 1992 | volkstelling 2001 | volkstelling 2001 | volkstelling 2011 | volkstelling 2011 | volkstelling 2011  |
| Etnische groep   | Aantal            | %                 | Aantal            | %                 | Aantal            | % (totaal)        | % (gespecificeerd) |
| ---------------- | ----------------- | ----------------- | ----------------- | ----------------- | ----------------- | ----------------- | ------------------ |
| Bulgaren         | 13.229            | 96,88             | 11.207            | 95,33             | 8.082             | 89,14             | 95,22              |
| Turken           | 215               | 1,57              | 75                | 0,64              | 48                | 0,53              | 0,57               |
| Roma             | 140               | 1,03              | 218               | 1,85              | 290               | 3,20              | 3,42               |
| Andere groepen   | 71                | 0,52              | 30                | 0,26              | 37                | 0,40              | 0,43               |
| Onbekend         | .                 | .                 | 196               | 1,67              | 31                | 0,34              | 0,36               |
| Ongespecificeerd | .                 | .                 | 29                | 0,25              | 579               | 6,39              | .                  |
| Totaal           | 13.655            | 100,00            | 11.755            | 100,00            | 9.067             | 100,00            | 100,00             |

### Religie
De laatste volkstelling werd uitgevoerd in februari 2011 en was optioneel. Van de 9.067 inwoners reageerden er 7.696 op de volkstelling. Van deze 7.696 respondenten waren er 6.936 lid van de Bulgaars-Orthodoxe Kerk, oftewel 90% van de bevolking. De rest van de bevolking had een andere geloofsovertuiging of was niet religieus. 
| Religieuze samenstelling in februari 2011 | Religieuze samenstelling in februari 2011 | Religieuze samenstelling in februari 2011 | Religieuze samenstelling in februari 2011 | Religieuze samenstelling in februari 2011 |
| ----------------------------------------- | ----------------------------------------- | ----------------------------------------- | ----------------------------------------- | ----------------------------------------- |
|                                           |                                           |                                           |                                           |                                           |
| Bulgaars-Orthodoxe Kerk                   | Bulgaars-Orthodoxe Kerk                   |                                           | 90,12%                                    | 90,12%                                    |
| Katholieke Kerk                           | Katholieke Kerk                           |                                           | 0,22%                                     | 0,22%                                     |
| Protestantisme                            | Protestantisme                            |                                           | 0,41%                                     | 0,41%                                     |
| Islam                                     | Islam                                     |                                           | 0,43%                                     | 0,43%                                     |
| Geen                                      | Geen                                      |                                           | 4,02%                                     | 4,02%                                     |
| Anders/ Onbekend                          | Anders/ Onbekend                          |                                           | 4,77%                                     | 4,77%                                     |

## Nederzettingen
De gemeente Bobov Dol bestaat uit de stad Bobov Dol en 17 nabijgelegen dorpen. De grootste dorpen (qua inwonertal) zijn Mlamolovo (c. 550 inw.), Golemo Selo (c. 400 inw.), Malo Selo (c. 250 inw.) en Dolistovo (c. 220 inw.).
- Babino
- Babinska Reka
- Blato
- Golema Foetsja
- Goljam Varbovnik
- Golemo Selo
- Gorna Koznitsa
- Dolistovo
- Korkina
- Lokvata
- Mala Foetsja
- Mali Varbovnik
- Malo Selo
- Mlamolovo
- Novoseljane
- Panitsjarevo
- Sjatrovo

Bobosjevo - Bobov Dol - Doepnitsa - Kotsjerinovo - Kjoestendil - Nevestino - Rila - Sapareva Banja - Trekljano